# Johan Feltkamp
Johannes Hendricus (Johan/Jo) Feltkamp (Leiden, 28 mei 1896 - Amsterdam, 10 september 1962) was een Nederlands fluitist, die ook enkele composities op zijn naam heeft.

## Levensloop
Feltkamp groeide op bij zijn ouders, die een hotel uitbaatten. Zijn moeder, zelf een goede pianiste, organiseerde muziekavonden waarbij ze bekende solisten begeleidde. Feltkamp kreeg van haar zijn eerste pianolessen. Toen de fluitist Johan Amans optrad, was Feltkamp zo weg van het instrument dat Amans zijn eerste fluitleraar werd. In 1910 trok hij naar het Koninklijk Conservatorium in Den Haag, waar Bram Best zijn leraar was. Afgestudeerd in 1913, kreeg hij onmiddellijk een baan bij het Filharmonisch Orkest van Dortmund. Na het uitbreken van de Eerste Wereldoorlog kwam hij naar Nederland terug. Hij werd aangeworven bij het Residentie Orkest (werd later de vervanger van Bram Best) en leerde er de bekende fluitist Jan Johannes Poolman kennen, die hem technische perfectionering bijbracht.
Korte tijd daarop mocht hij eerste fluitist worden in het stedelijk orkest van het Noorse Bergen, maar toen hij daar was aangekomen bleek het orkest (toen) niet te bestaan. Hij werd toen wel eerste fluitist van het Philharmonisch Orkest van Oslo onder leiding van Johan Halvorsen, van wie hij ook directielessen kreeg.
Na de Eerste Wereldoorlog kwam hij terug naar Nederland en werd eerste fluitist van het Concertgebouworkest in Amsterdam. Hij besloot echter in 1921 zich uit de orkestactiviteiten terug te trekken en zich toe te leggen op solospel en kamermuziek. Het spelen in een orkest bood hem niet voldoende artistieke voldoening. Hij speelde hierdoor een rol van betekenis in de herwaardering van de fluit als instrument dat solo of in kleine ensembles tot zijn recht kon komen en niet meer uitsluitend moest opgaan in een groot orkest. Hij stichtte verscheidene ensembles, waaronder het Amsterdamsch Kamerorkest, dat hij zelf dirigeerde. Zijn belangstelling voor oude nuziek groeide, maar ook eigentijdse muziek trok zijn aandacht. Hlj leerde Willem Pijper kennen, van wie hij compositielessen kreeg. Als gevolg hiervan schreef hij een aantal liederen en een kwartet.
Hij speelde al voor de Tweede Wereldoorlog in het Trio Feltkamp-Lentz-Van Wering, dat bestond uit hemzelf op fluit, Janny van Wering, klavecimbel, en Piet Lentz (aanvankelijk Jaap Wagemaker), viola da gamba. Met pianiste Henriette Bosmans en haar partner, de celliste Frieda Belinfante, vormde hij het Amsterdams Trio. Verder vormde hij een trio met de sopraan To van der Sluys en de pianiste Hanna Beekhuis. Na de Tweede Wereldoorlog speelde hij ook nog als Kwartet Feltkamp, met Perry Hart (viool), Joke Vermeulen (altviool) en Piet Lentz (cello).
Vanaf 1935 speelde hij ook in het eerste Nederlandse professionele oude muziekgezelschap Musica Antiqua met Hans Brandts Buys, klavecimbel, Nicolas Roth, viool en Carel van Leeuwen Boomkamp, viola da gamba.
Naast oude muziek was ook eigentijdse muziek een aandachtsgebied. Vanaf 1935 vormde hij een trio met de componist-pianist Piet Ketting en hoboïst Jaap Stotijn. Dit was het eerste Nederlandse ensemble dat na de bevrijding door de regering naar Engeland werd gestuurd ter promotie van de Nederlandse cultuur. Ook daarna speelden ze nog vaak in Engeland, onder andere voor de BBC. Ze waren aan te merken als pioniers van de authentieke uitvoeringspraktijk. Het ensemble speelde tot in 1957.
Feltkamp combineerde zijn activiteiten als uitvoerend musicus met lesgeven. Na 1930 was hij docent aan het Amsterdams Muzieklyceum en aan de Volksmuziekschool van Amsterdam. Na de oorlog gaf hij les aan het Koninklijk Conservatorium in Den Haag. Hij was een gewild leraar en leidde veel fluitisten op, onder wie Koos Verheul, Jaap Geraedts, Charles Havelaar, Ubo Dijkstra, Dick Alma, Hans Mackenzie, Joost Tromp, Hans Bolland, Thomas Meyer, Lens Derogee en Govert Jurriaanse.

## Waardering
Samen met Jean-Pierre Rampal en Marcel Moyse wordt Feltkamp tot de grote fluitisten van de twintigste eeuw gerekend. Zijn invloed op het Nederlandse muziekleven en op de ontwikkeling van het fluitspel was aanzienlijk.
De virtuositeit en vaardigheid die Feltkamp eigen waren, berustten niet enkel op zijn ervaring, maar werden onderbouwd door wetenschappelijk getoetste kennis. Hij onderzocht onder meer in samenwerking met professor Roos diverse fysische en fysiologische eigenschappen van het fluitspelen. De grondslag van zijn methodiek bestond erin met een minimale fysieke inspanning een maximaal resultaat te bereiken.
Verschillende Nederlandse componisten droegen werk op aan Johan Feltkamp:
- Willem Pijper: Fluitsonate; zij speelden samen de première op 21 maart 1925 voor de Amsterdamsche Kunstkring voor Allen[6].
- Piet Ketting: Partita per due flauti (1936), voor Feltkamp en Marcel Moyse[7].
- Daniël Ruyneman: Sonata da camera per flauto e pianoforte (1942)[8]
- Hans Henkemans: Concerto per flauto ed orchestra (1946).

## Discografie
Feltkamp had weinig belangstelling voor plaatopnamen. Er is van hem één opname bekend:
- Johann Sebastian Bach: Tripelconcerto in a-mineur BWV 1044, voor klavecimbel, dwarsfluit en viool, met Gustav Leonhardt en Lars Frydén (Telefunken AWT 8404).[9]

Er bestaan enkele radio-opnamen, in samenwerking met Piet Lentz (cello) en Jannie van Wering (klavecimbel).
Er bestaat een klein 33-toerenplaatje opgenomen in de Pieterskerk te Leiden door Hein van Kalkar omstreeks 1950;
er bestaat ook een lange serie radio-opnames op tape (archieven van de omroep) in privébezit (Feltkamp, Brussel).

## Persoonlijk
Hij was zoon van Johannes Franciscus Feltkamp en Wilhelmina Maria Bremmer. Feltkamp trouwde in 1930 met Frieda Belinfante, nadat haar relatie met Henriëtte Bosmans geëindigd was. Het huwelijk hield stand tot 1936. Feltkamp hertrouwde met zijn leerlinge Hans Smalt, dochter van musicus Willem Smalt. In 1961 werd hij getroffen door een hersenbloeding. Hij herstelde gedeeltelijk, maar een tweede hersenbloeding werd hem op 10 september 1962 fataal. Dochter Mariëtta Feltkamp is contrabassist in het Concertgebouworkest.

### Teksten van Feltkamp
- De fluit herwint terrein, toelichting door Feltkamp bij een reeks concerten, Amsterdam, 1929 (manuscript).
- Moderne muziek, manuscript voor een lezing.

### Teksten over Feltkamp
- Lou van Strien: Interviews met Nederlandsche musici, gesprek met Johan Feltkamp, in: Maandblad voor hedendaagsche muziek, 1940 nr. 72, p. 591-594.
- Groves dictionary of music and musicians, 1954, p. 59.
- Kees van Baaren: In memoriam Johan Feltkamp, in: Mens en Melodie 17, 1962, p. 313.
- Alwin de Vries: De fluitist Johan Feltkamp, in: Fluit, 1998, afl. 2 en 3.

- Gemeinsame Normdatei: 1089560001
- International Standard Name Identifier: 0000 0000 8432 2429
- Library of Congress Control Number: no89001722
- Nationale Bibliotheek van Israël: 987007286977205171
- Nederlandse Thesaurus van Auteursnamen: 074931687
- Trove: 1501845
- Virtual International Authority File: 19235431
- WorldCat: E39PBJpj9tw4hcwGwWKhV7pVmd